# Agudo (Rio Grande do Sul)
Pour les articles homonymes, voir Agudo (homonymie).
Agudo est une ville brésilienne du centre de l'État du Rio Grande do Sul.

## Géographie
Agudo se situe à une latitude de 29° 38' 42" sud et à une longitude de 53° 14' 24" ouest, à une altitude de 83 mètres.
Sa population était de 16 714 habitants au recensement de 2007. La municipalité s'étend sur 536 km2.
Elle fait partie de la microrégion de Restinga Seca, dans la mésoregion du Centre-Ouest du Rio Grande do Sul.